# Malditos Cromossomos
"Malditos Cromossosmos" é uma canção da cantora brasileira de rock Pitty, presente  seu primeiro álbum ao vivo (Des)Concerto ao Vivo.